# Toponimia de Yucatán
La toponimia de Yucatán procede principalmente de dos fuentes: topónimos de origen maya, tanto de origen prehispánico como más tardíos, y topónimos de origen hispánico. En su mayoría, los topónimos de origen maya están orientados a describir los recursos disponibles en una región determinada, o bien la escasez de ellos. Los topónimos de origen hispánico hacen preferentemente referencia a ciudades y lugares de España.

## Origen de la palabra Yucatán
El nombre Yucatán, también asignado a la península se originó durante las primeras exploraciones de los conquistadores provenientes de España. Son fidedignas las versiones que coinciden en que este nombre habría resultado de una confusión entre los habitantes mayas y los primeros exploradores españoles hacia 1517:
- Según una de ellas todo fue consecuencia de que un explorador hispano interpelando a un indígena maya quiso saber el nombre de la región. El indígena probablemente le respondió Ma'anaatik ka t'ann que en idioma maya yucateco significa no entiendo tu hablar o no te comprendo.
- También se dice que los españoles dieron el nombre de Yucatán a la región porque los mayas contestaban a sus preguntas con la frase uh yu ka t'ann, que en maya significa oye como hablan, y los españoles entendieron Yucatán.
- Otras versiones indican que Yucatán proviene del maya Ci u t'ann, que significa no entiendo.
- La enciclopedia Yucatán en el Tiempo, en la ficha correspondiente a Bartolomé Colón, hermano de Cristóbal, dice que en ocasión de una travesía que realizaba el navegante genovés en agosto de 1502, se encontró con un grupo de mayas que surcaban el Caribe en una embarcación en misión comercial, frente a la costa de lo que actualmente es Honduras. Que después de intercambiar mercancías, los indígenas, señalando a lo lejos las costas de su tierra, dijeron:

"Yuk'al-tan mayab", que era la designación lingüista de su nación, y que textualmente quiere decir: "todos los que hablan la lengua maya". En su informe, Bartolomé Colón recogió esa frase y escribió "Yucathan maian", para designar la tierra que tuvo enfrente, desde la costa norte de Honduras, hasta la costa oriental de la península. Así es como el castellano adquiere el primer nombre geográfico con que habría de designarse después la tierra de los mayas. Esta es, según Antonio Mediz Bolio, la etimología más razonable del nombre de Yucatán, al que se le han atribuido los más caprichosos y pintorescos orígenes.

En cualquier caso los hispanos entendían algo parecido al vocablo Yucatán que hoy denomina e esta región peninsular y al estado mexicano del mismo nombre.
Es probable que el primer narrador de la versión del "no te entiendo" fuera fray Toribio de Benavente Motolinía, que al final del capítulo 8 del Tratado III de su Historia de los indios de la Nueva España (1541) dice: 

"porque hablando con aquellos Indios de aquella costa, a lo que los españoles preguntaban los Indios respondían: «Tectetán, Tectetán», que quiere decir: «No te entiendo, no te entiendo»: los cristianos corrompieron el vocablo, y no entendiendo lo que los Indios decían, dijeron: «Yucatán se llama esta tierra»; y lo mismo fue en un cabo que allí hacía la tierra, al cual también llamaron cabo de Cotoch; y Cotoch en aquella lengua quiere decir casa".

Por su lado, el fraile franciscano Diego de Landa, quien fue obispo de Yucatán, en su Relación de las cosas de Yucatán escrita en 1566, refiere textualmente:

"...Que cuando Francisco Hernández de Córdoba llegó a esta tierra saltando en la punta que él llamó cabo de Cotoch, halló ciertos pescadores indios y les preguntó qué tierra era aquella, y que le respondieron cotoch, que quiere decir nuestras casas y nuestra patria, y que por eso se puso ese nombre a aquella punta, y que preguntándoles más por señas que cómo era suya aquella tierra, respondieron kiuthán, que quiere decir dícenlo; y que los españoles la llamaron Yucatán, y que esto se entendió de uno de los conquistadores viejos llamado Blas Hernández que fue con el Adelantado la primera vez..."

Mientras que Bernal Díaz del Castillo, en su libro Historia verdadera de la conquista de la Nueva España, afirma que Yucatá quiere decir "tierra de yucas", planta que era cultivada por los mayas y que constituía un importante complemento alimenticio para ellos.

## Toponimia de los municipios
El origen de la mayoría de los nombres de los 106 municipios de Yucatán es de lengua maya. Sólo los municipios que comprenden las ciudades de fundación hispana, como Mérida, Valladolid y algunos otros, muy pocos, tienen su raíz en el idioma español.